# Dinastia caiânida
Os caiânidas na tradição foram uma dinastia semimitológica da tradição e do folclore persa que supostamente governou depois dos pisadianos, e antes da dinastia aquemênida. Considerados coletivamente, os reis caiânidas são os heróis do Avestá, os textos sagrados do Zoroastrismo e da Épica dos Reis.
Como um epíteto dos reis, a razão pela qual a dinastia era assim chamada, pois no persa médio e novo persa کی cai se originou do kavi (ou kauui) da língua avéstica que significa rei assim como poeta-sacrificador ou poeta-sacerdote. A palavra também é etimologicamente relacionada com a noção avéstica de kavaēm ou kharēno, a glória real divina que os reis caiânidas dizem ter. A Coroa Caiani é uma manifestação física dessa crença.

## Nas escrituras
O mais antigo texto conhecido das principais lendas dos reis caiânidas aparece nos Iastes (hinos) do Avestá, onde os membros da dinastia oferecem sacrifícios aos deuses para ganhar seu apoio e ganhar força na luta perpétua contra seus inimigos, os anarianos (não-arianos, por vezes identificados como turanianos). 
Em Iaste 5, 9.25, 17.45-46, Caicosroes, um dos rei caiânida, juntamente com Zoroastro e Jamaspe (um premier do patrono de Zoroastro, Histaspes, outro rei caiânida), cultuam em Airyanem Vaejah. O relato diz que o rei Caicosroes uniu as várias tribos arianas em uma única nação (Iaste 5.49, 9.21, 15.32, 17.41).

## Na tradição e folclore
No final do período sassânida, Cosroes II (r. 590–628) ordenou uma compilação das lendas em torno dos caiânidas. O resultado foi o Livro de Senhores, uma longa historiografia da nação iraniana desde o primordial Keyumars até seu reinado, com os eventos organizados de acordo com a sequência percebida de reis e rainhas, em número de cinquenta.
A compilação pode ter sido motivada pela preocupação com a deterioração do espírito nacional. Houve desastrosas mudanças climáticas globais entre 535 e 536 causando fome em todo o mundo conhecido,  além disso anos depois tiveram de enfrentar a Praga de Justiniano (541–544) que causou cerca de 100 milhões de mortes  os iranianos teriam encontrado o consolo necessário nas lendas coletadas de seu passado.
Após o colapso do Império Sassânida (224–651) e o advento do período islâmico e o controle da região pelo Califado Ortodoxo, as lendas caianianas caíram em desgraça até o primeiro renascimento da cultura iraniana sob o Império Samânida (819–999). Juntamente com o folclore preservado no Avestá, o Livro de Senhores serviu como base de outras coleções épicas em prosa, como as encomendadas por Abu Almançor Abdal Razaque,  governador de Azerbaijão na época dos samânidas, cujos textos foram perdidos desde então. O renascimento patrocinado pelos samânidas também levou ao ressurgimento da literatura zoroastriana, como a Dencarde, cujo volume 7 é também uma historiografia dos caiânidas.  A obra mais conhecida do gênero são no entanto é a Épica dos Reis de Ferdusi que - embora baseando-se em trabalhos anteriores - é inteiramente em verso. 

## Membros da dinastia caiânida
- Caicobado
- Cai Abivé
- Cai Biarxe
- Cai Araxe
- Cai Pisim
- Caicaus
- Siauascis
- Caicosroes
- Cai Loraspe
- Histaspes
- Cai Bamã
- Dara I
- Dara II